# Perisoreus infaustus
La ghiandaia siberiana (Perisoreus infaustus (Linnaeus, 1758)) è un uccello passeriforme della famiglia dei corvidi.

## Etimologia
Il nome scientifico della specie, infaustus, significa "infausto" in latino ed è legato all'antica credenza svedese che questi uccelli portassero sfortuna.

## Descrizione

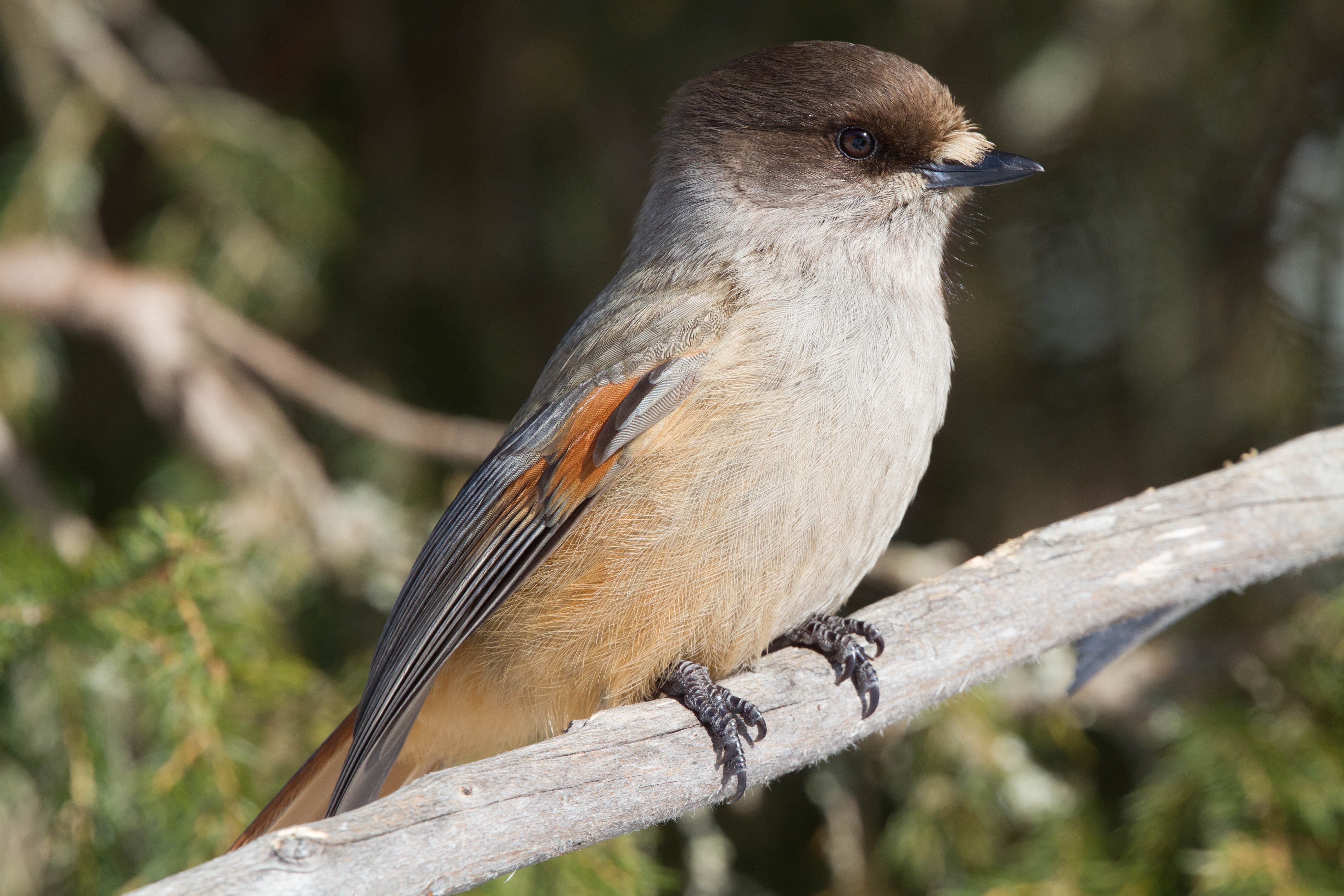
Esemplare in natura.

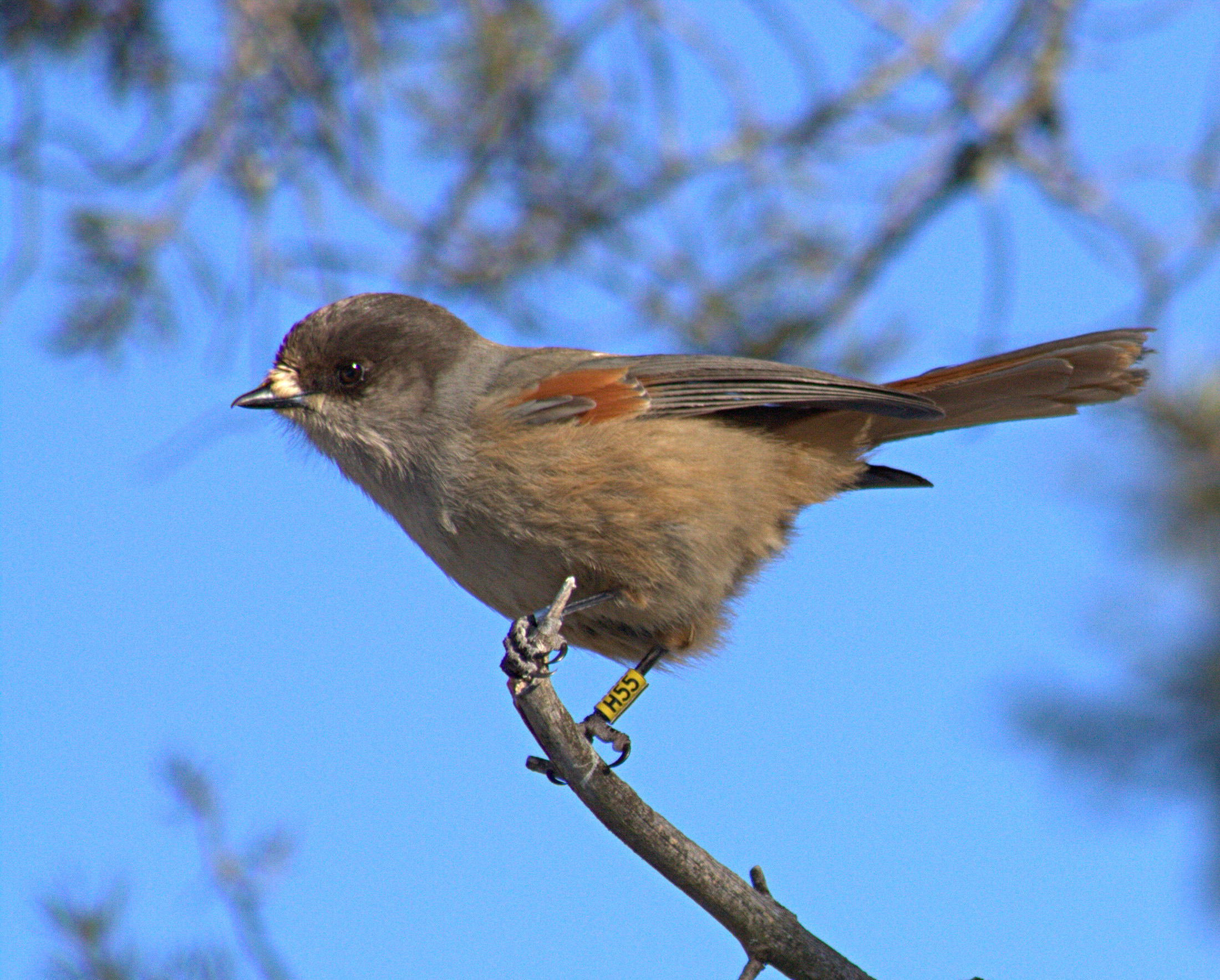
Esemplare a Kittilä.

### Dimensioni
Misura 25-31 cm di lunghezza, per 72-101 g di peso.

### Aspetto
Si tratta di uccelli dall'aspetto robusto e massiccio, muniti di grossa testa squadrata con becco conico e di media lunghezza, ali appuntite, coda piuttosto lunga e dall'estremità arrotondata e zampe forti.
Il piumaggio, folto e ricoperto da soffice piumino isolante, si presenta identico nei due sessi: la base del becco è circondata da un anello di piume di colore beige, mentre fronte, calotta ed area perioculare sono di colore bruno scuro. Nuca, collo, gola, petto, dorso ed area scapolare sono di color grigio-cenere, mentre fianchi, ventre, sottocoda e superficie inferiore della coda sono di color isabella: coda, codione e copritrici sono di color caramello, con le remiganti grigio-nerastre.

Sussiste una certa variazione geografica nella tonalità e nell'estensione dei colori, con gli esemplari della porzione centrale dell'areale quasi completamente grigi e quelli delle aree periferiche con maggiore quantità di bruno nel piumaggio, seguendo un gradiente S-N.
Il becco e le zampe sono di colore nerastro, mentre gli occhi sono di colore bruno scuro.

## Biologia

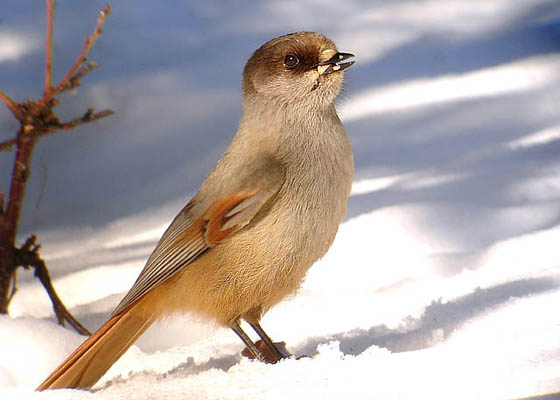
Esemplare canta nello Jämtland.

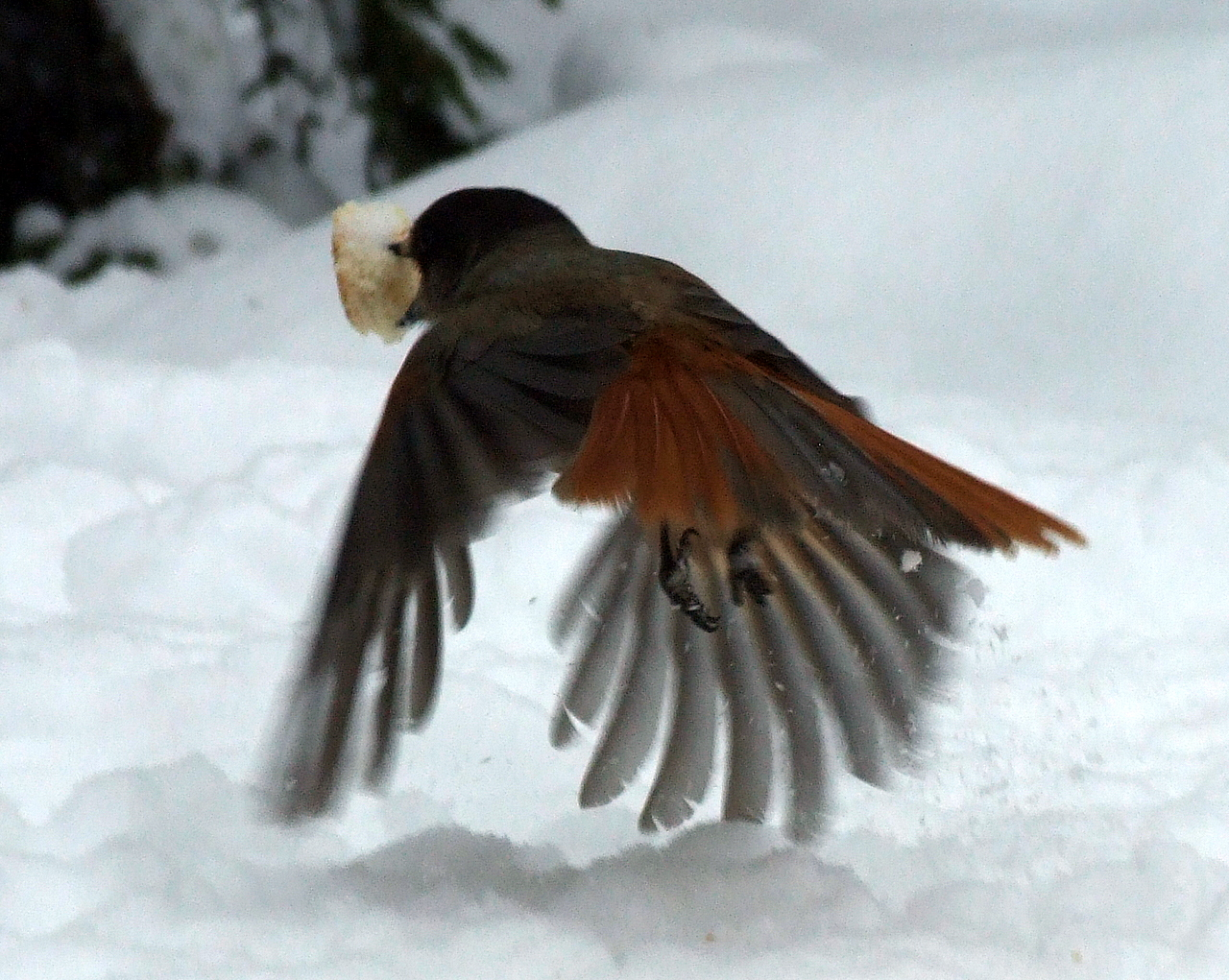
Esemplare vola con cibo nel becco in Finlandia.

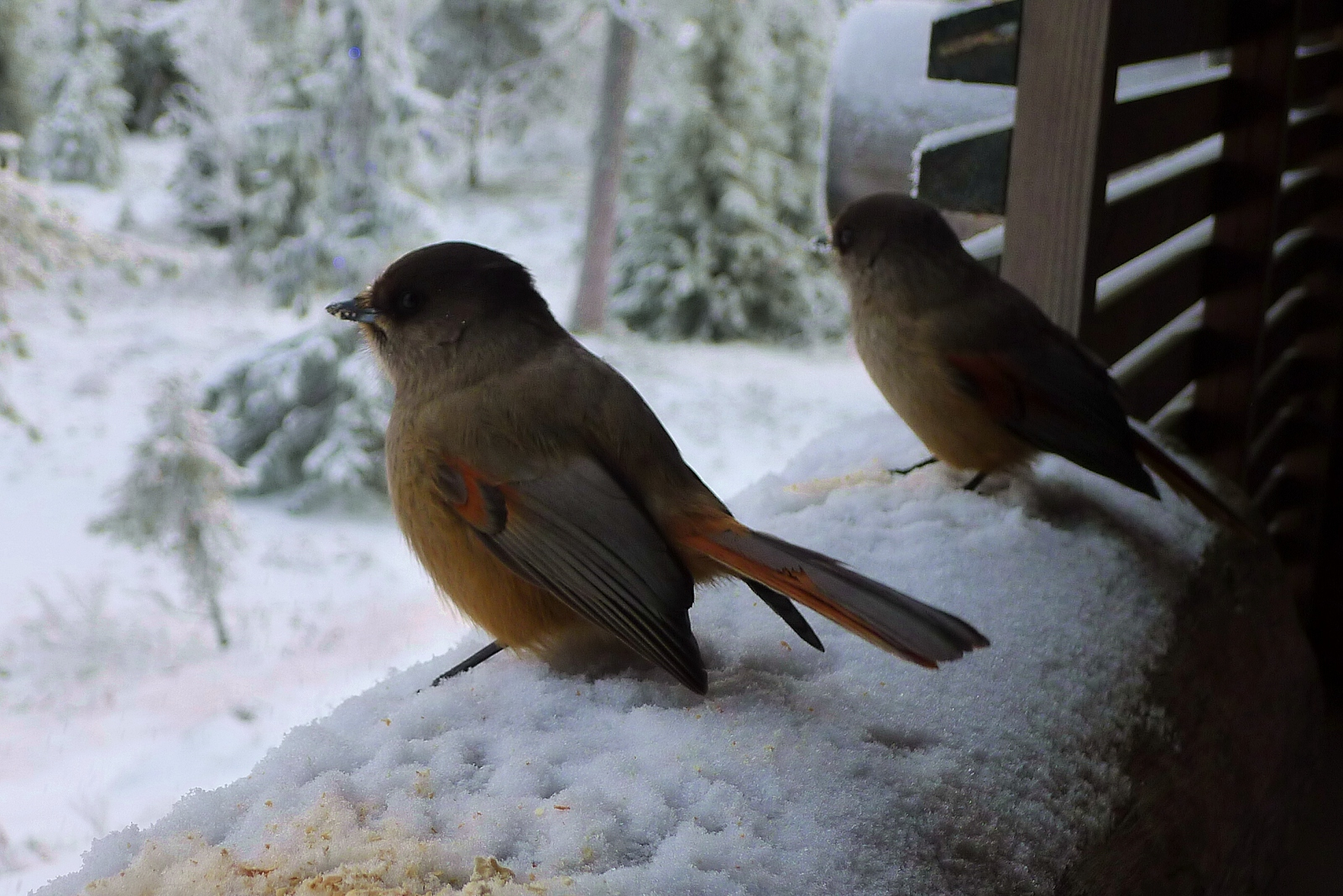
Due esemplari a Ruka.

Si tratta di uccelli dalle abitudini di vita diurne, che passano la maggior parte della giornata alla ricerca di cibo al suolo o fra i rami nelle aree ricche di alberi, fra i quali essi sono molto ben adattati a volare, rivelandosi per contro mediocri volatori nelle aree aperte.
Il comportamento sociale di questi uccelli è complesso e piuttosto inusuale: in un territorio vivono 2-8 esemplari, ossia la coppia riproduttiva, i giovani immaturi dell'ultima stagione riproduttiva, uno o due giovani per ciascuna delle stagioni riproduttive ancora precedenti ed uno o più individui non imparentati provenienti da altri territori. Soprattutto nei gruppi di nuova costituzione può succedere che durante la prima stagione nessuno dei membri di un gruppo sia imparentato con gli altri.

La gerarchia interna al gruppo vede i maschi dominanti sulle femmine e gli individui riproduttivi dominanti su quelli non riproduttivi (sebbene i maschi non riproduttivi possano mostrare dominanza sulle femmine riproduttive).
Ciascun gruppo occupa e difende un territorio di 1-4 km², talvolta lievemente più esteso durante i mesi freddi: raramente capita che un gruppo si sposti in un nuovo territorio, qualora le risorse nel proprio vengano compromesse in qualche maniera oppure se le risorse del nuovo territorio sono particolarmente abbondanti.

Gli intrusi che violano un territorio (in particolar modo le femmine, per via della gerarchia precedentemente descritta) vengono accolti aggressivamente, soprattutto qualora si avvicinino a delle fonti di cibo o al nido: se la sola presenza dei legittimi occupanti del territorio ed i loro aspri richiami d'allarme non bastano, l'intruso viene attaccato e inseguito fino a quando non esce dai confini.
La ghiandaia siberiana è un uccello piuttosto silente, che può emettere richiami simili a miagolii per tenersi in contatto con gli altri membri del proprio gruppo o un aspro urlo simile al verso delle poiane per comunicare pericolo immediato: durante il periodo degli amori, le coppie riproduttive di tanto in tanto cantano, emettendo una varietà di suoni sommessi che vanno dalle note flautate ai gracchi, alle imitazioni dei suoni dell'ambiente circostante.

### Alimentazione

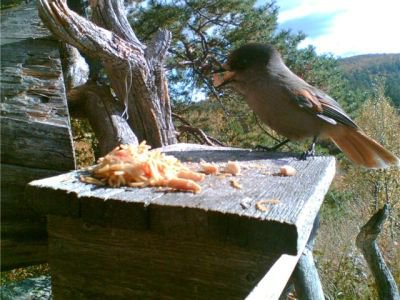
Esemplare si nutre da una mangiatoia.

La dieta di questi uccelli è onnivora: essi, infatti, si nutrono indifferentemente di materiale di origine animale (insetti ed altri piccoli invertebrati come ragni e lumache, uova, piccoli vertebrati come nidiacei, topolini e lucertole) che vegetale (bacche, granaglie, pinoli, frutta). I gruppi si avvicinano anche alle carcasse di animali investiti o ammazzati da altri predatori, per nutrirsi della carne e delle larve di mosca.
Durante la stagione fredda, le ghiandaie siberiane sono solite conservare gli eccessi di cibo meno deperibile (soprattutto le bacche) in piccole riserve ricavate col becco fra i licheni o sotto la corteccia, disseminate in numerosi punti in giro per il territorio, con maggiore densità nei pressi dei nidi: il cibo viene attaccato al substrato in piccoli agglomerati, ottenuti mediante la saliva appiccicosa.

### Riproduzione
Si tratta di uccelli rigidamente monogami, le cui coppie rimangono unite per tutta la vita (o fino alla morte di uno dei coniugi, caso in cui l'altro generalmente si trova un nuovo partner). La stagione riproduttiva va da marzo a maggio: durante questo periodo, le coppie portano avanti una singola covata, ed entrambi i sessi divengono più territoriali del solito, mostrando aggressività in particolare verso gli estranei conspecifici dello stesso sesso e non permettendo l'accesso alle immediate prossimità del nido neanche agli altri membri del gruppo (in particolar modo a quelli che non sono imparentati con loro).
Il nido viene situato nel folto dei rami di una conifera a 4-6 m dal suolo: esso viene costruito intrecciando grossolanamente a forma di coppa rametti, ragnatela e licheni, foderando l'interno con piumino, pelo e anche pezzetti di nidi di vespa. Il materiale da costruzione viene accumulato già durante l'inverno, mesi prima della costruzione effettiva: ambedue i partner si occupano di reperire il materiale da costruzione, ma è la sola femmina a costruire materialmente il nido.

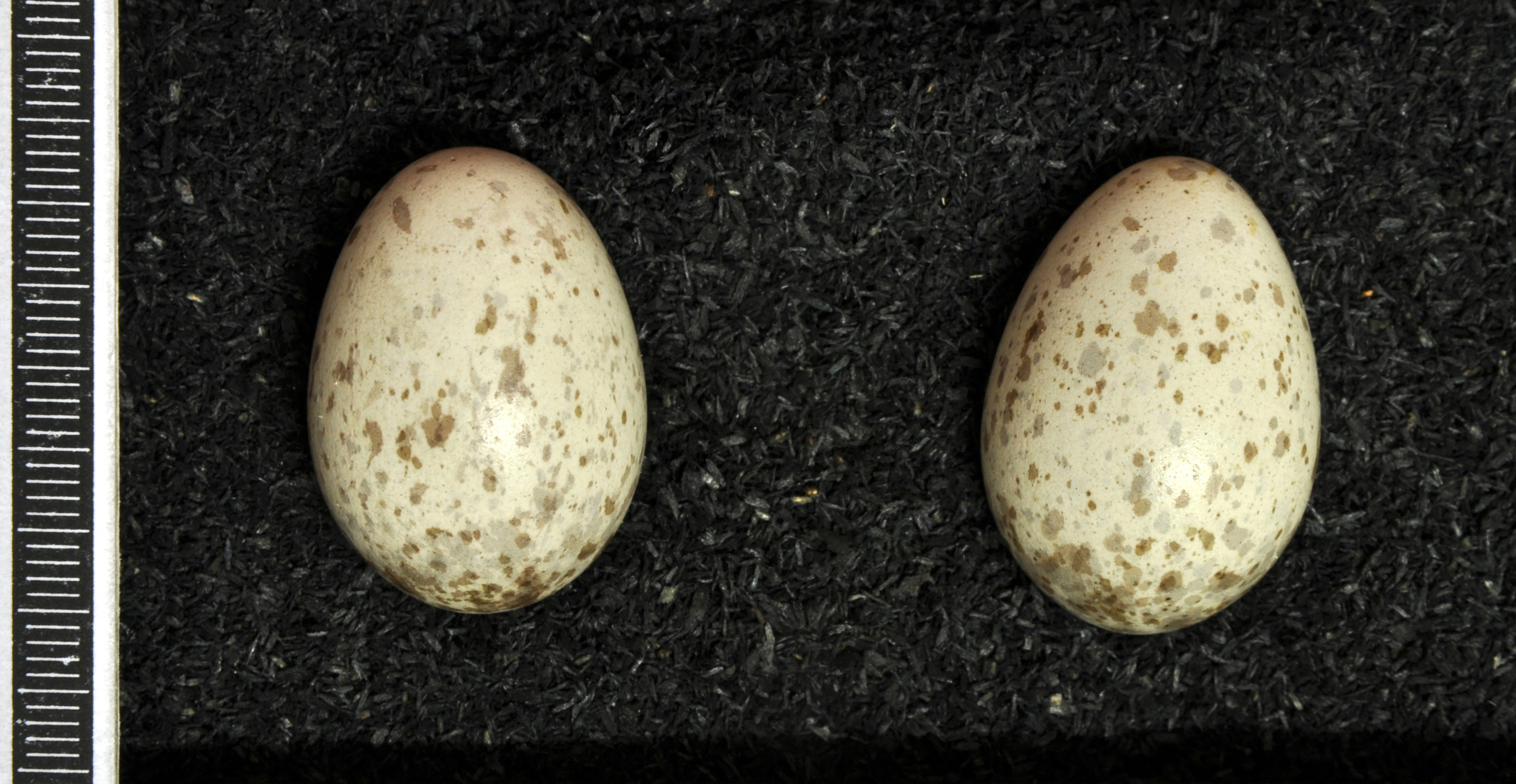
Uova.

Le uova, in numero di 1-5 (generalmente 2-3), sono di un pallido colore verde acqua: esse vengono covate dalla sola femmina per circa 19 giorni, mentre il maschio rimane di guardia nei dintorni e si occupa di reperire il cibo per sé e per la compagna intenta a covare.

I pulli, ciechi ed implumi, vengono nutriti dalla femmina col cibo (soprattutto bruchi) che il maschio le rigurgita: essi cominciano a tentare l'involo a 18-24 giorni dalla schiusa, ma continuano ad essere nutriti dai genitori ancora per tre settimane prima di riuscire a procacciarsi il cibo da soli. Acquisita l'indipendenza, i giovani continuano a rimanere coi genitori fino alla primavera successiva, allontanandosi l'anno successivo solo se gerarchicamente sottomessi da uno o più dei nuovi nati: in questo caso, il giovane si allontana di una decina di chilometri (equivalenti a 3-4 territori di altri gruppi) dal territorio natale, aggregandosi a un nuovo gruppo o (nel caso in cui trovino un partner nel frattempo) stabilendosi in un proprio territorio.
La speranza di vita di questi uccelli si aggira attorno ai 7 anni, sebbene alcuni esemplari sfiorino i vent'anni d'età.

## Distribuzione e habitat

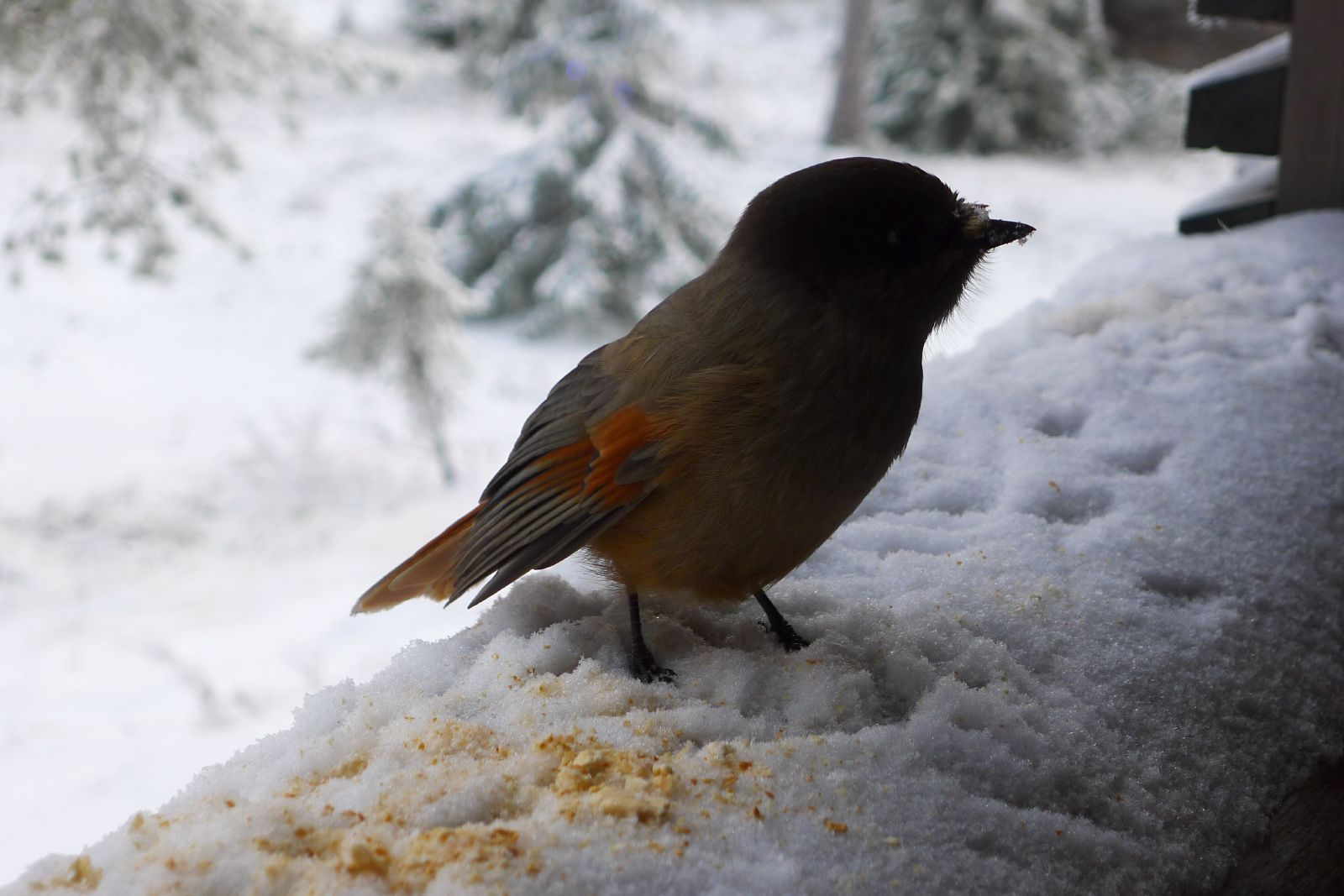
Esemplare nella neve a Kuusamo.

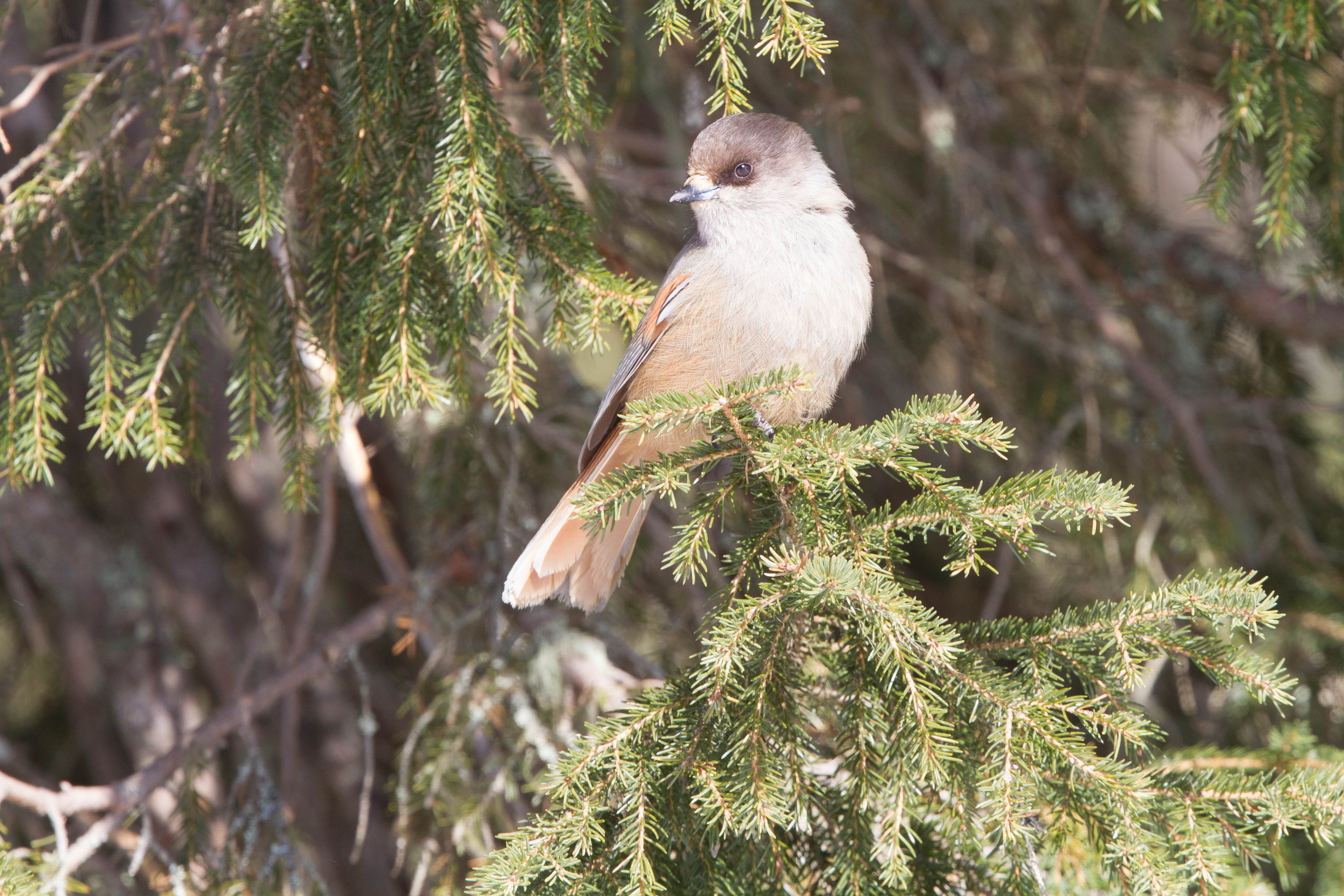
Esemplare in natura.

A dispetto del nome comune, la ghiandaia siberiana non vive sono in Siberia, ma occupa un vasto areale paleartico che va dalla Fennoscandia alle sponde settentrionali del mare di Ochotsk, abbracciando Norvegia, Svezia, Finlandia, paesi baltici, Russia, Kazakistan, nord della Mongolia e Manciuria; sebbene si tratti di uccelli residenti, i giovani in dispersione possono giungere fino all'Europa centrale e orientale.
L'habitat di questi uccelli è rappresentato dalla taiga, con predilezione per le foreste primarie di conifere (in particolar modo peccio, dal denso fogliame ottimo per nascondersi dai predatori) a canopia chiusa.

## Tassonomia

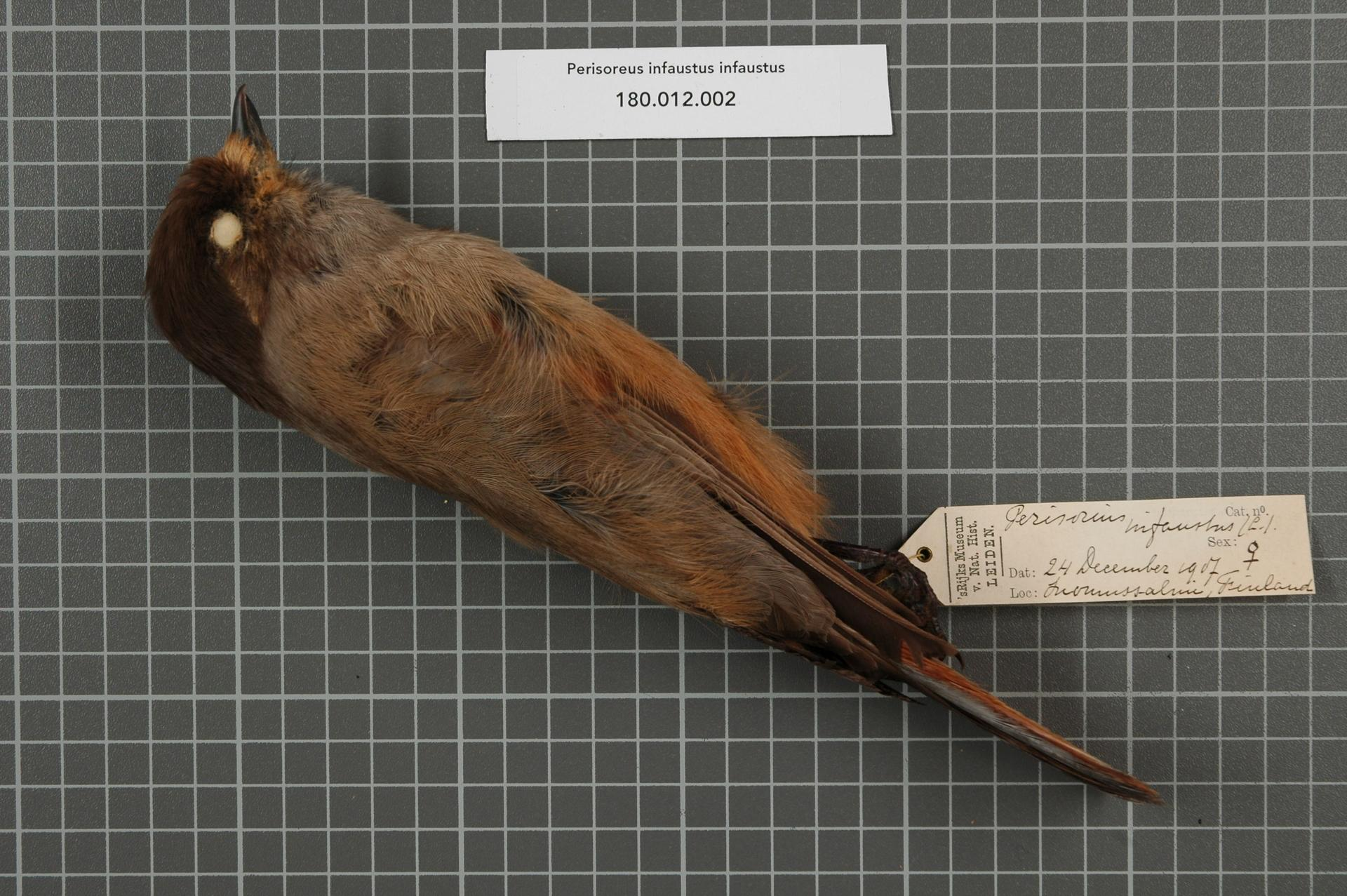
Femmina impagliata della sottospecie nominale.

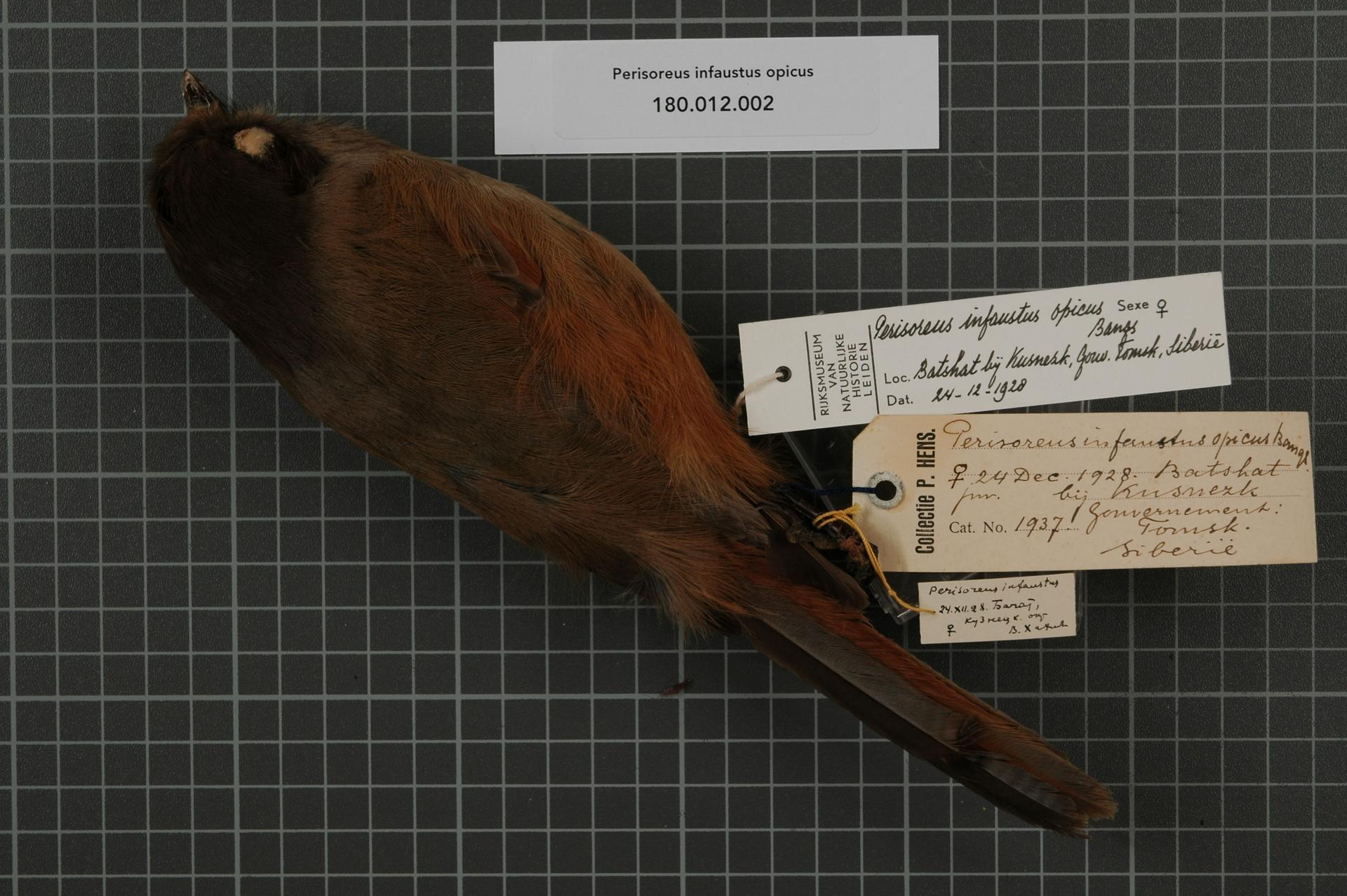
Femmina impagliata della sottospecie opicus.

Se ne riconoscono cinque sottospecie:
- Perisoreus infaustus infaustus (Linnaeus, 1758) - la sottospecie nominale, diffusa in Fennoscandia, nei paesi baltici e in Russia centro-occidentale (ad est fino all'area di Tomsk);
- Perisoreus infaustus rogosowi Sushkin & Stegmann, 1929 - diffusa nel nord della Russia (a sud fino al 64º parallelo nord[3]) ad est fino al bacino della Lena;
- Perisoreus infaustus opicus Bangs, 1913 - diffusa in Kazakistan orientale, Uiguristan settentrionale, a Tuva, nei monti Altaj e nei monti Sajany;
- Perisoreus infaustus sibericus (Boddaert, 1783) - diffusa dalla Siberia centrale al bassopiano dell'Anadyr', a sud fino alla Mongolia settentrionale;
- Perisoreus infaustus maritimus Buturlin, 1915 - diffusa in Manciuria, nell'Estremo Oriente russo e a Sakhalin.

La tassonomia della specie è piuttosto incerta, complicata dall'elevata variazione cromatica su base geografica: in passato si è giunti a classificare fino a 17 sottospecie, fra cui manteufeli dell'alto corso della Dvina Settentrionale, ruthenus della Russia europea (sinonimizzate con la nominale), monjerensis dell'Enisej, ostjakorum (sinonimizzate con rogosowi), bungei dell'area fra Lena e Kolyma, sokolnikowi della Siberia nord-orientale, uschkini della Transbaikalia, yakutensis dell'area fra Enisej e Anadyr', tkatchenkoi dell'area di Žigansk, varnak dell'Amur (sinonimizzati con sibericus), sakhalinensis di Sakhalin (sinonimizzata con maritimus). La specie ha avuto origine nella taiga siberiana, spingendosi ad ovest degli Urali solo in seguito all'ultima era glaciale.